# امبر چایلدرز
اَمبر سی. چایلدرز (انگلیسی: Ambyr C. Childers؛ زادهٔ ۱۸ ژوئیه ۱۹۸۸) هنرپیشه اهل ایالات متحده آمریکا است. او بیشتر برای ایفای نقش سوزان اتکینز در مجموعه تلویزیونی درام جنایی آکواریوس، اشلی راکر در سریال جنایی شبکهٔ شوتایم تحت عنوان ری داناوان، و شخصیت کندیس استون در مجموعهٔ تلویزیونی دلهره‌آور روان‌شناختی لایف‌تایم/نتفلیکس تو شناخته می‌شود.

## بخشی از فیلم‌شناسی
از فیلم‌ها یا برنامه‌های تلویزیونی که وی در آن نقش داشته‌است می‌توان به آثار زیر اشاره کرد.
- کارولینا (۲۰۰۳)
- دیکی رابرتس: ستاره کودک سابق (۲۰۰۳)
- عشق (۲۰۱۱)
- همه چیز از هم می‌پاشد (۲۰۱۱)
- خانه آفتاب تابان (۲۰۱۱)
- صحنه‌سازی (۲۰۱۱)
- ذخیره مورد علاقه (۲۰۱۲)
- کارمزدها (۲۰۱۲)
- استاد (۲۰۱۲)
- پلی‌بک (۲۰۱۲)
- جوخه گانگستر (۲۰۱۳)
- شهر ویران (۲۰۱۳)
- همینیم که هستیم (۲۰۱۳)
- ۲ اسلحه (۲۰۱۳)
- رذیلت (۲۰۱۵)
- پینوکیو (۲۰۱۸)
- ری داناوان (۲۰۱۳–۱۶)
- آکواریوس (۲۰۱۵-اکنون)
- تو (۲۰۱۸–۱۹)